# Crowns (группа)
Crowns — английская фолк-панк группа из Лонсестона, Корнуолл, Англия, образованная в 2010 году. В состав группы входили вокалист и гитарист Билл Джефферсон, бас-гитарист Джейк Батлер, мандолинист Джек Спеклтон и барабанщик Роб Рэмплин (сменил Натана Хейнса в 2013 году).

## История

### Создание группы (2010)
Crowns образовались в 2010 году после переезда из Корнуолла в Лондон. Их звучание отчасти вдохновлено традиционными песнями Корнуолла группа часто заканчивает свои концерты версией Little Eyes.
В июле 2010 года группу пригласили сыграть на фестивале в ныне несуществующей площадке The Flowerpot в северном Лондоне, курируемой лейблом Communion. Во время их последнего номера к группе присоединился на сцене Бен Ловетт из Mumford & Sons, который присоединился к группе, играя на аккордеоне. Концертная запись трека была включена в сборник The Flowerpot Sessions, выпущенный Communion / Island Records в июне 2011 года. В конце 2010 года Crowns были приглашены Спайдером Стейси из The Pogues, чтобы поддержать группу в лондонской Brixton Academy во время их ежегодного рождественского тура.
В июле 2011 года Crowns сыграли Eden Project в рамках серии концертов Eden Sessions, открыв главную сцену перед Mystery Jets и Брэндоном Флауэрсом. Их версия Bodmin Town, традиционной песни Корнуолла, была включена в альбом «Eden Project — The Album» и выпущена в сентябре 2011 года.
В марте 2012 года Crowns выпустили свою первую запись «Full Swing», состоящий из 6 треков.
В январе 2013 года Crowns разогревали The Dropkick Murphys на лондонских концертах в рамках своего европейского турне.

### Сингл«Kissing Gates»(2011)
22 сентября Crowns объявили о выпуске своего дебютного сингла «Kissing Gates» на собственном альбоме «Ship Wreckords», который распространяется PIAS. Выпущенный 14 ноября 2011 года, сингл был доступен на 7-дюймовой виниловой пластинке ограниченным тиражом и был доступен для скачивания в цифровом виде. Радио-поддержка этого сингла была сильной: Джон Кеннеди из XFM сделал трек своим «X-Posure Hot One» в дополнение к выступлениям в панк-рок-шоу Зейна Лоу и Майка Дэвиса на BBC Radio 1.
В ноябре 2011 года Crowns пригласили поддержать The King Blues в их туре по Великобритании вместе с Cerebral Ballzy.

### Альбом«Stitches in the Flag»(2012)
29 октября 2012 года Crowns выпустили сингл «Parting in the Porch», который представляет собой песню из их грядущего альбома «Stitches in the Flag».
«Stitches in the Flag» был выпущен 5 ноября 2012 года и был положительно воспринят.

### Распад группы (2014)
Crowns отыграли свой последний концерт в сентябре 2014 года.

## Дискография
- Full Swing (2012)
- Stitches in the Flag (2012)